# Park Chan-wook
Park Chan-wook, kor. 박찬욱 (ur. 23 sierpnia 1963 w Seulu) – południowokoreański reżyser, scenarzysta i producent filmowy.

## Życiorys
Ukończył filozofię na katolickim Sogang University z zamiarem zostania krytykiem sztuki. W czasach studenckich założył klub filmowy „Club Movie Gang”. Od 1988 pracował w przemyśle filmowym. Zajmował się m.in. dystrybucją i promocją filmów zagranicznych w Korei, był asystentem reżysera Kwaka Jae-Yonga. Za zarobione pieniądze zrealizował swój debiutancki obraz The Moon Is...The Sun's Dream (1992). Film nie był jednak komercyjnym sukcesem, co na kilka lat odsunęło realizację kolejnego projektu. W tym czasie Park Chan-wook powrócił do pracy krytyka filmowego.
W 1997 wspólnie z Lee Moo-Youngiem nakręcił Trio, a potem krótkometrażowy Judgement (1999). Przełomowy okazał się dopiero epicki projekt Strefa bezpieczeństwa (2000). Film jest do dziś największym sukcesem komercyjnym w historii koreańskiej kinematografii, gdzie zobaczyło go 5,6 miliona widzów. Był też artystycznym sukcesem i umożliwił Parkowi Chan-wookowi realizację jego autorskich projektów.
W 2002 do kin trafił Pan Zemsta, pierwsze ogniwo tzw. „trylogii zemsty”. Kolejny film Oldboy (2003), wyróżniony Grand Prix na 57. MFF w Cannes, jest do dziś najlepiej znanym i cenionym na świecie filmem Koreańczyka. Quentin Tarantino powiedział, że Oldboy "jest bardziej tarantinowski niż wszystko, co do tej pory zrobił". Trylogię zamknął film Pani Zemsta (2005).
Zasiadał w jury konkursu głównego na 63. MFF w Wenecji (2006) oraz na 70. MFF w Cannes (2017).

## Filmografia

### Reżyser
- 1992: Moon Is the Sun's Dream
- 1997: Saminjo
- 1999: Simpan (Judgement)
- 2000: Strefa bezpieczeństwa
- 2002: Pan Zemsta (Boksuneun naui geot/ Sympathy for Mr. Vengeance)
- 2003: Yeoseot gae ui siseon (If You Were Me)
- 2003: Oldboy
- 2004: Saam gaang yi, segment Cut
- 2005: Pani Zemsta (Chinjeolhan geumjassi/ Sympathy for Lady Vengeance)
- 2006: Jestem cyborgiem i to jest OK (Saibogujiman kwenchana/I'm a Cyborg, But That's OK)
- 2009: Pragnienie (Bakjwi/ Thirst)
- 2011: Nocny połów (Paranmanjang) (razem z Park Chan-kyongem)
- 2013: Stoker
- 2016: Służąca[2] (Agassi)
- 2022: Podejrzana

### Scenarzysta
- 1992: Moon Is the Sun's Dream
- 1997: Saminjo
- 1999: Simpan (Judgement)
- 2000: Anakiseuteu Anarchists
- 2000: Strefa bezpieczeństwa
- 2001: The Humanist
- 2002: Pan Zemsta (Boksuneun naui geot/ Sympathy for Mr. Vengeance)
- 2002: Cheoleobtneun anaewa paramanjanhan nampyeon geurigo taekwon sonyeo (A Bizarre Love Triangle)
- 2003: Yeoseot gae ui siseon (If You Were Me)
- 2003: Oldboy
- 2004: Saam gaang yi, segment Cut
- 2005: Pani Zemsta (Chinjeolhan geumjassi/ Sympathy for Lady Vengeance)
- 2005: Sonyeon, Cheonguk-e gada (A Boy Who Went to Heaven)
- 2006: Saibogujiman kwenchana (I'm a Cyborg, But That's OK)
- 2009: Pragnienie (Bakjwi/ Thirst)
- 2011: Nocny połów (Paranmanjang) (razem z Park Chan-kyongem)

## Wybrane nagrody i wyróżnienia
- 2004: Grand Prix na 57. MFF w Cannes za film Oldboy
- 2005: Nagroda CinemAvvenire na 62. MFF w Wenecji za film Pani Zemsta
- 2007: Nagroda im. Alfreda Bauera za innowacyjność na 57. MFF w Berlinie za film Jestem cyborgiem i to jest OK
- 2009: Nagroda Jury na 62. MFF w Cannes za film Pragnienie
- 2011: Złoty Niedźwiedź dla najlepszego filmu krótkometrażowego na 61. MFF w Berlinie za film Nocny połów
- 2018: BAFTA za najlepszy film nieanglojęzyczny dla filmu Służąca[3][4]